# Baia di Harmon
La baia di Harmon è una baia larga circa 13 km situata sulla costa di Walgreen, nella parte orientale della Terra di Marie Byrd, in Antartide. La baia è situata in particolare sulla costa settentrionale della penisola Bear, dove separa le estremità settentrionali del duomo Moore, a ovest, e della penisola Gurnon, a est, ed è delimitata a sud dal fronte del ghiacciaio Park.

## Storia
La baia di Harmon è stata mappata dallo United States Geological Survey grazie a ricognizioni terrestri effettuate dello stesso USGS e a fotografie aeree scattate dalla marina militare statunitense nel periodo 1959-66, ed è stata poi così battezzata dal Comitato consultivo dei nomi antartici in onore di Robert H. Harmon, comandante della USCGC Burton Island durante l'Operazione Deep Freeze del 1969.